# Cattasoma festinans
Cattasoma festinans är en tvåvingeart som beskrevs av Henry J. Reinhard 1947. Cattasoma festinans ingår i släktet Cattasoma och familjen köttflugor. Inga underarter finns listade i Catalogue of Life.